# Pisolithus albus
Pisólithus álbus (лат.) — наземный гриб-гастеромицет рода пизолитусов. Характерен для флоры Австралии; вместе с эндемичными для Австралии видами деревьев был занесён в другие части света.
Родовое название Pisolithus происходит от греческих слов πίσος (pisos) — «горох» и λίθος (lithos) — «камень»; видовой эпитет albus — от лат. albus — «белый».

## Описание
Плодовое тело 7—12 (20) X 5—15 см, шаровидное, позднее булавовидное или грушевидное с плотной желтоватой ложной ножкой 5—10 см длиной и 2—4 см диаметром, частично погружённой в субстрат.
Перидий тонкий, плотный, белый, гладкий, позднее тёмно-коричневый или чёрный, при созревании растрескается и опадает хлопьями, начиная с верхушки.
Глеба изначально состоит из очень мелких белых перидиолей, легко отделяющихся друг от друга; у основания плодового тела перидиоли мельче, у верхушки — крупнее. Созревают, начиная от верхушки плодового тела. По мере созревания перидиоли становятся коричневыми, буроватыми и распадаются, превращаясь в бурую порошковидную споровую массу.
Старые экземпляры по виду напоминают черноватые куски гниющей древесины.

### Микроморфология
Споры 8—12 мкм диаметром, округлые, толстостенные, коричневатые, с плотными шипами.

## Экология и распространение
Изначально эндемичный для Австралии микоризный гриб, растущий на почве в симбиозе с деревьями родов эвкалипт (Eucalyptus) и акация (Acacia) Вместе с деревьями-хозяева распространился по другим континентам. В настоящее время встречается за пределами Австралии на эвкалиптовых плантациях, в том числе в Испании, Португалии, Китае, Марокко и т. д. На территорию Новой Зеландии был, вероятно, занесён трансокеанскими воздушными потоками. Предпочитает сухие, открытые места; встречается по обочинам гравийных дорог.